# Chajrchan
Chajrchan (mongoliska: Хайрхан Сум, Хайрхан, Chajrchan Sum) är ett distrikt i Mongoliet.   Det ligger i provinsen Archangaj, i den centrala delen av landet, 400 km väster om huvudstaden Ulaanbaatar.